# Папуа — Новая Гвинея на Олимпийских играх
Папуа — Новая Гвинея принимала участие в 10 летних Олимпийских играх. Впервые приняв участие в Олимпийских играх 1976 года в Монреале, Папуа — Новая Гвинея бойкотировала летние Олимпийские игры в Москве. После Московских игр страна принимала участие во всех летних Олимпиадах. 
Всего на Олимпийских играх страну представляли 47 мужчин и 14 женщин, принимавшие участие в состязаниях по боксу, дзюдо, лёгкой атлетике, парусному спорту, плаванию, стрельбе, тхэквондо и тяжёлой атлетике. Самая крупная делегация представляла страну на Олимпийских играх 1992 года (13 человек).
В зимних Олимпийских играх страна не участвовала.  Спортсмены Папуа — Новой Гвинеи никогда не завоёвывали олимпийских медалей. Наивысший результат на Играх среди спортсменов данной страны показала Дика Туа, занявшая шестое место в женских состязаниях по тяжёлой атлетике в 2004 году в весовой категории до 53 килограмм.
Олимпийский комитет Папуа — Новой Гвинеи был создан в 1973 году, признан МОК в 1974 году.

## Количество участников на летних Олимпийских играх
| Вид спорта        | 1976 | 1984 | 1988  | 1992  | 1996 | 2000 | 2004 | 2008 | 2012 | 2016 | Всего  |
| ----------------- | ---- | ---- | ----- | ----- | ---- | ---- | ---- | ---- | ---- | ---- | ------ |
| Бокс              | 2    |      | 2     | 5     | 4    |      |      | 1    |      | 1    | 13     |
| Дзюдо             |      |      |       |       |      |      |      |      | 1    | 1    | 1      |
| Лёгкая атлетика   | 3    | 5(3) | 6(2)  | 6(1)  | 6    | 2(1) | 2(1) | 2(1) | 2(1) | 2(1) | 29(8)  |
| Парусный спорт    |      |      | 1     | 1     |      |      |      |      |      |      | 1      |
| Плавание          |      |      |       |       |      | 2(1) | 1    | 2(1) | 2(1) | 1    | 5(3)   |
| Стрельба          | 1    | 2    |       |       |      |      |      |      |      |      | 2      |
| Тхэквондо         |      |      |       |       |      |      |      | 1(1) | 1(1) | 2(1) | 3(2)   |
| Тяжёлая атлетика  |      |      | 2     | 1     | 1    | 1(1) | 1(1) | 1(1) | 2(1) | 1    | 7(1)   |
| Всего спортсменов | 6    | 7(3) | 11(2) | 13(1) | 11   | 5(3) | 4(2) | 7(4) | 8(4) | 8(2) | 61(14) |

- в скобках приведено количество женщин в составе сборной